# Swisscom Challenge 2003
Swisscom Challenge 2003, також відомий під назвою Zurich Open, — жіночий тенісний турнір, що проходив на закритих кортах з твердим покриттям Schluefweg в Цюриху (Швейцарія). Належав до турнірів 1-ї категорії в рамках Туру WTA 2003. Відбувсь удвадцяте і тривав з 13 до 19 жовтня 2003 року. Друга сіяна Жустін Енен-Арденн здобула титул в одиночному розряді й отримала 189 тис. доларів США. Завдяки цій перемозі Енен-Арденн стала новою 1-ю ракеткою світу.

## Фінальна частина

### Одиночний розряд
Жустін Енен-Арденн —  Єлена Докич, 6–0, 6–4
- Для Енен-Арденн це був 8-й титул в одиночному розряді за сезон і 14-й — за кар'єру.

### Парний розряд
Кім Клейстерс /   Суґіяма Ай —  Вірхінія Руано Паскуаль /  Паола Суарес 7–6(7–3), 6–2